# Leucostoma abbreviata
Leucostoma abbreviata là một loài ruồi trong họ Tachinidae.